# Отерберн Парк (Квебек)
Отерберн Парк (фр. Otterburn Park) је град у Канади у покрајини Квебек. Према резултатима пописа 2011. у граду је живело 8.450 становника.

## Становништво
Према резултатима пописа становништва из 2011. у граду је живело 8.450 становника, што је за 0,2% мање у односу на попис из 2006. када је регистровано 8.464 житеља.
| 2006. | 2011. |
| ----- | ----- |
| 8.464 | 8.450 |